# Пелльело, Джованни
Джова́нни Пеллье́ло (итал. Giovanni Pellielo; 11 января 1970 года, Верчелли) — итальянский стрелок, выступающий в дисциплине трап. Участник семи подряд Олимпийских игр, обладатель четырёх олимпийских медалей, многократный чемпион мира и Европы, призёр Европейских игр. Командор ордена «За заслуги перед Итальянской Республикой» (2008).
С 2016 года, продолжая спортивную карьеру, является епископом Либеральной католической церкви.

## Карьера
Джованни Пелльело начал выступать на международном уровне в 1990 году. В том же году стал чемпионом Европы среди молодёжи в трапе.
В 1992 году впервые попал на Олимпийские игры, где выступал в дисциплине смешанный трап, но занял в квалификации 10-е место и не смог пробиться в финал.
1 апреля 1994 года в Никосии Пелльело стал первым спортсменом, показавшим стопроцентный результат в квалификационном раунде (125 из 125) и установил мировой рекорд. Через год на том же стрельбище впервые стал чемпионом мира, выбив 148 очков из 150 возможных.
На Олимпиаде в Атланте выступил не особо успешно. В квалификации он промахнулся пять раз и с результатом 120 очков занял 13-е место не пробившись в финальный раунд.
В 1997 году стал чемпионом мира и Европы, в 1998 года на мировом первенстве в Барселоне завоевал очередное золото.
На Олимпиаде в Сиднее итальянец был одним из фаворитов соревнований. В квалификации он занял третье место с результатом 116 и с отставанием от лидера Майкла Даймонда в 6 баллов. В финале  итальянец смог лишь защитить своё третье место и стал бронзовым призёром.
В 2004 году Пелльело вновь был одним из фаворитов, но вновь не смог выиграть. В квалификации он уступил два выстрела Алексею Алипову (122 против 124). В финале россиянин поразил все мишени и не дал итальянцу приблизиться к себе. Пелльело промахнулся лишь однажды и стал серебряным призёром.
На пекинских Играх Пелльело в квалификации уступил один выстрел Алипову и чеху Костелецкому (120-121). В финальном раунде итальянец сделал всё возможное для победы, показал стопроцентный результат, но аналогичный результат показал и Костелецкий, который сохранил преимущество в один точный выстрел над Пелльело.
На Олимпиаде в Лондоне опытный итальянец выступил неудачно. Квалификационный результат 121 не позволил ему пройти в финал и принёс ему только лишь восьмое место.
На Олимпийских играх 2016 года 46-летний Пелльело был близок к золоту в трапе, но уступил в финале хорвату Йосипу Гласновичу после перестрелки.
Пропустил Игры 2020 года в Токио, но отобрался на Игры 2024 года в Париже, которые стали восьмыми для 54-летнего Пелльело. На Играх в квалификации набрал 121 очко и не смог отобраться в финал. Пелльело неудачно провёл последнюю серию, выбив только 23 из 25 очков, если бы он попал 24, то участвовал бы в перестрелке за выход в финал. Пелльело стало третьим спортсменом в истории, выступавшим под флагом Италии на 8 Олимпиадах. Ранее это удавалось братьям-конникам Д’Инцео.

## Государственные награды
- Кавалер ордена «За заслуги перед Итальянской Республикой» — 3 октября 2000
- Офицер ордена «За заслуги перед Итальянской Республикой» — 27 сентября 2004
- Командор ордена «За заслуги перед Итальянской Республикой» — 1 сентября 2008